# Louis-Eugène Cavaignac
Louis-Eugène Cavaignac, francoski general in diktator, * 15. oktober,  1802, Pariz,  † 28. oktober,  1857.
Cavaignac je 1848 dobil diktatorska pooblastila, da zatre junijsko vstajo pariških delavcev; v pouličnih bojih je ukazal tudi uporabo topov. 1848 je kandidiral za predsednika Francije, a ga je premagal Louis Napoléon.